# Kumárí

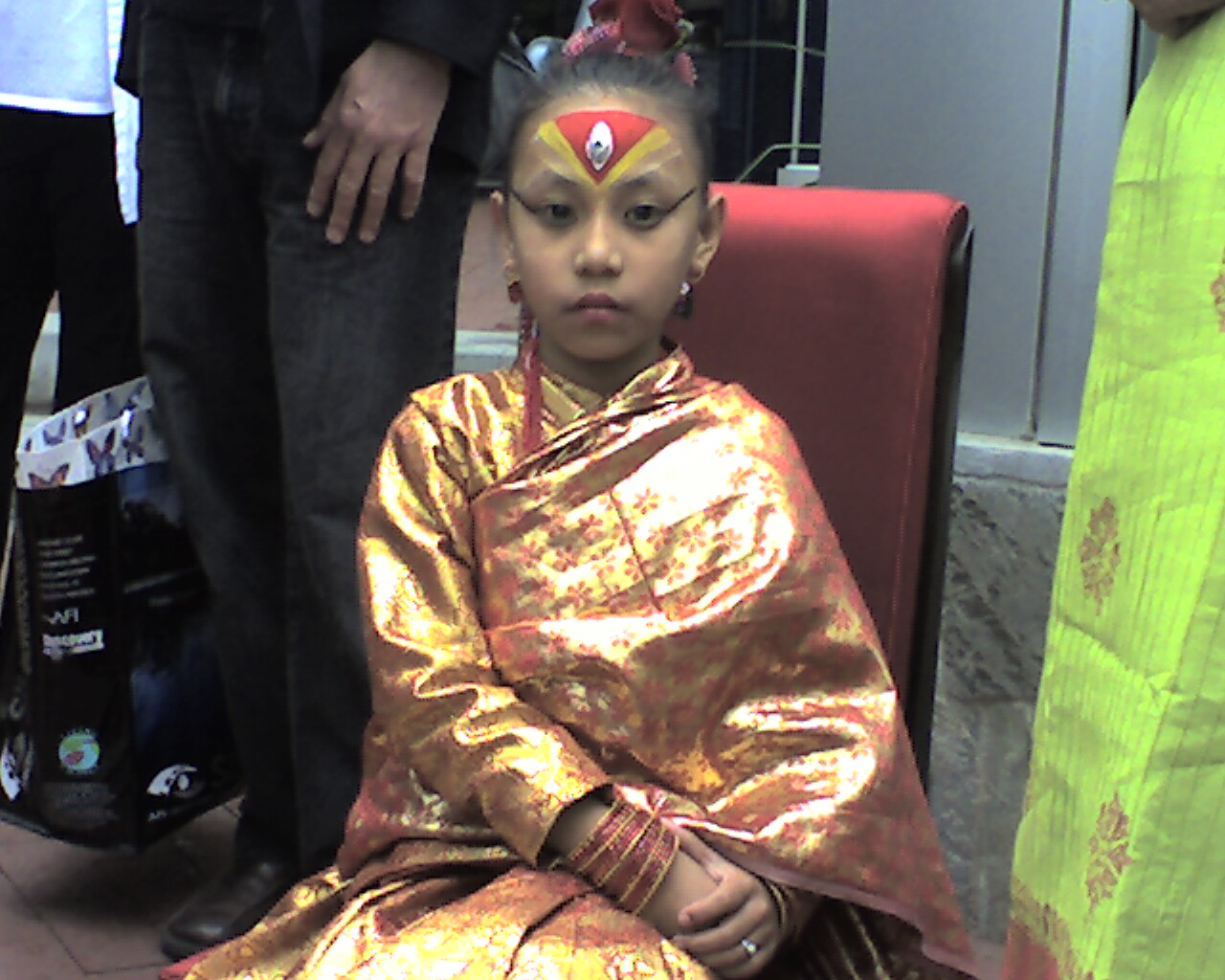
Jedna z bývalých kumárí během cesty do USA

Kumárí (doslova „dívka“, implicitně „panna“) je dětské jméno hinduistické bohyně Durgy (nepálsky Taleju). Nepálští hinduisté věří, že se bohyně může vtělit do malých děvčátek. Proto jsou v Káthmándú i dalších městech vybírány dívky, které jsou pak uctívány jako zosobnění Déví až do své první menstruace. Její volba se odehrává při ceremoniálu, během nějž se obětovávají desítky býků a který vede velekněz (v případě Káthmándú jím byl nepálský král). Po zrušení království chtěla maoistická vláda zrušit na podzim 2008 i další volby kumárí, což se týkalo chrámového města Bhaktapur. Lidové demonstrace si však konání rituálu vynutily a vláda jeho organizací pověřila Svěřenecký fond. Novou kumárí v Bhaktapuru se 29. září 2008 stala šestiletá Šríja Badžračarja.